# 과학선 (스타크래프트)
과학선(영어: Science Vessel)은 스타크래프트 종족인 테란의 유닛이다. 우주공항에서 생산이 가능하다.

## 특징
과학선은 스타크래프트와 스타크래프트 리마스터에선 Science Vessel을 그대로 한글로 음역한 사이언스 베슬이라 불리며 스타크래프트 2에선 한국어로 번역한 과학선으로 불린다. 테란의 주요 마법 유닛으로 공격 능력이 없이 마법이 주류인 유닛이다. Detector(디텍터)라 불리는 탐지기를 가지고 있기 때문에 적의 은폐한 유닛을 탐지하는 것이 가능하며 그래서 땅속으로 잠복하여 공격하는 저그의 러커, 항상 클로킹 상태인 프로토스의 옵저버, 다크 템플러 등과 같은 은폐 유닛들을 탐지하는 역할도 수행한다. 과학선의 주요 마법으론 방어막 활성화(디팬시브 매트릭스), EMP 충격파(EMP 쇼크웨이브), 방사선(이레디에이트)이 있으며 이레디에이트는 테저전에서 디파일러를 제거할 때 많이 사용하고 그외에도 테저전에서 쓸 일이 많은 마법 기술이다. 바이오닉 테란과 같이 조합하는 빈도가 많은 유닛이며 테프전에서도 아비터 등을 견제하거나 프로토스의 종족 특성인 보호막을 한번에 날리기 위한 EMP 충격파 등을 사용하기 위하여 과학선을 활용한다. 가장 등장빈도가 낮은 것은 테테전이며 과학선은 테테전의 극후반부에서 배틀크루저간의 싸움이 일어났을 때 상대 배틀크루저의 야마토 포 사용을 억제하기 위해 사용하는 것을 제외하면 잘 활용하지않는다. 과학선은 체력 200에 기본 방어력 1을 가진 유닛이며 생산하는데 필요한 자원은 미네랄:100, 가스:225에 들어가는 인구수가 2인 유닛이다. 가스를 비록 많이 소모하는 편이지만 인성비는 좋은 편인 유닛이다. 영웅 유닛으로는 마젤란이 있으며 마젤란은 체력 800, 방어력 4, 에너지 250으로 그야말로 날아다니는 건물이라고 불려도 될 능력치를 가지고 있다. 과학선을 생산하기 위해 필요한 건물은 사이언스 퍼실리티이며 사이언스 퍼실리티에서 사이언스 베슬의 기술인 EMP 쇼크웨이브, 이레이에이트와 과학선의 마나를 200에서 250으로 올려주는 타이탄 연구가 가능하다. 스타크래프트 2에서는 과학선의 EMP 쇼크웨이브의 기술이 유령으로 넘어갔으며 그대신에 과학선은 아군 기계 유닛들을 치료해주는 나노 수리란 기술이 생겨 메카닉 테란을 구사할 경우엔 필수 유닛으로 격상되었고 가스 가격도 200으로 낮아져서 더욱 상향받은 유닛이 되었다.

## 같이 보기
- 스타크래프트
- 테란